# Кирнова, Евдокия Гавриловна
Евдокия Гавриловна Кирнова (15 сентября 1923 год, хутор Рубашкин, Мартыновский район, Ростовская область, РСФСР, СССР — 1 июля 2004 год, Кривой Лиман, Мартыновский район, Ростовская область, Россия) — колхозница, Герой Социалистического Труда (1971).

## Биография
Родилась 15 сентября 1923 года в крестьянской семье на хуторе Рубашкин Мартыновского района Ростовской области.
С 1944 года работала в совхозе «Новомартыновский». На полях Мартыновского района Ростовской области проработала 54 года, из них 48 лет – трактористкой. Создала и возглавила женское механизированное звено.
Указом Президиума Верховного Совета СССР от 8 апреля 1971 года за выдающиеся успехи, достигнутые в развитии сельскохозяйственного производства и выполнение пятилетнего плана продажи государству продуктов земледелия, Кирновой Евдокии Гавриловне присвоено звание Героя Социалистического Труда с вручением ордена Ленина и золотой медали «Серп и Молот».
В 1998 году вышла на пенсию и проживала на хуторе Красный Лиман, где скончалась 31 июля 2004 года.

## Награды
- Герой Социалистического Труда — Указом Президиума Верховного Совета от 8 апреля 1971 года.
- Орден Ленина (1971);
- Орден Дружбы народов;
- Орден «Знак Почёта».